# Oblatno
Oblatno (cyr. Облатно) – wieś w Czarnogórze, w gminie Nikšić. W 2011 roku liczyła 96 mieszkańców.